# المعاهدة الأمنية بين الولايات المتحدة واليابان
المعاهدة الأمنية بين الولايات المتحدة واليابان هي معاهدة وقّعت في 8 سبتمبر 1951 في سان فرانسيسكو، كاليفورنيا من قبل ممثلين عن الولايات المتحدة واليابان، بالتزامن مع معاهدة سان فرانسيسكو التي أنهت الحرب العالمية الثانية في آسيا. فرضت الولايات المتحدة المعاهدة على اليابان كشرط لإنهاء احتلال اليابان واستعادة سيادة اليابان كأمة. وكان لها تأثير في إنشاء تحالف عسكري طويل الأمد بين الولايات المتحدة واليابان.
تضمنت الاتفاقية خمسة بنود تنص على أن اليابان تسمح للولايات المتحدة بمواصلة الاحتفاظ بقواعد عسكرية على الأراضي اليابانية حتى بعد انتهاء الاحتلال. ومنعت الاتفاقية اليابان من منح القوى الأجنبية أي قواعد أو حقوق عسكرية دون موافقة الولايات المتحدة. علاوة على ذلك، سمحت الاتفاقية للولايات المتحدة باستخدام قواتها العسكرية المتمركزة في اليابان دون تشاور مسبق مع الحكومة اليابانية، ولم تذكر أي شرط يُلزم القوات الأمريكية بالدفاع عن اليابان في حال تعرضها لهجوم. ومما يثير قلق العديد من اليابانيين أن المعاهدة لم تحدد تاريخ انتهاء صلاحيتها، ولم تُحدد أي آلية دقيقة لإلغائها.
صادق مجلس الشيوخ الأمريكي على الاتفاقية في 20 مارس 1952، ووقعها الرئيس الأمريكي هاري ترومان كقانون أمريكي في 15 أبريل 1952. دخلت المعاهدة حيز التنفيذ في 28 أبريل 1952، بالتزامن مع تنفيذ معاهدة سان فرانسيسكو التي أنهت الاحتلال. في ذلك الوقت، احتفظت الولايات المتحدة بـ 260 ألف جندي على الأراضي اليابانية، مستخدمةً 2824 منشأة في جميع أنحاء البلاد (باستثناء الجنود والقواعد الإضافية في أوكيناوا، التي ظلت تحت السيطرة الأمريكية المباشرة في ذلك الوقت).
بالإضافة إلى المعاهدة نفسها، تم التفاوض على "اتفاقية إدارية" مكونة من 29 مادة توضح التفاصيل الدقيقة لاتفاقية القاعدة في سرية بين الحكومتين اليابانية والأمريكية ونشرت علنًا دون تصويت من قبل الهيئة التشريعية لأي من الحكومتين في 28 فبراير 1952. 
أثارت المعاهدة جدلاً واسعاً بين اليابانيين، مما أدى إلى احتجاجات واسعة النطاق في جميع أنحاء البلاد. ونتيجةً لذلك، جرت مفاوضات بين الزعيمين نوبوسوكي كيشي ودوايت أيزنهاور، وفي النهاية، أُلغيت المعاهدة واستُبدلت بمعاهدة التعاون والأمن المتبادل المنقحة بين الولايات المتحدة واليابان في 19 يونيو 1960.

## المعارضة

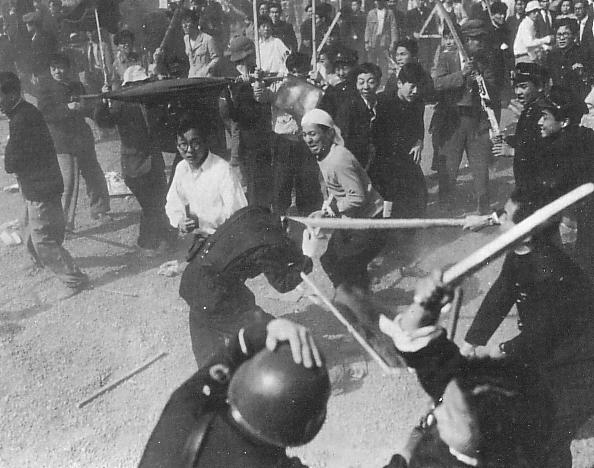
"يوم العمال الدامي": متظاهرون يشتبكون مع الشرطة في طوكيو في الأول من مايو 1952، احتجاجاً على استمرار القواعد العسكرية الأميركية بموجب معاهدة الأمن الجديدة.

أثارت الطبيعة غير المتكافئة المُتصوَّرة للمعاهدة معارضة شديدة في اليابان، أبرزها حادثة "يوم العمال الدامي" في الأول من مايو 1952. وتصاعدت الدعوات من اليسار واليمين في اليابان لمراجعة هذه المعاهدة المُهينة. ورغم أن الولايات المتحدة قاومت في البداية الضغوط لمراجعة المعاهدة، إلا أنه خلال خمسينيات القرن العشرين، نشأت حركة ضخمة مناهضة للقواعد في اليابان، شملت حوادث كبرى مثل صراع سوناغاوا من عام 1955 إلى عام 1957 وحادثة جيرارد عام 1957. ونتيجةً لذلك، أُجبرت الحكومة الأمريكية على الاعتراف بأن القواعد الأمريكية في اليابان قد تصبح غير صالحة للاستخدام بسبب المعارضة الشعبية، ووافقت أخيرًا على التفاوض على معاهدة مُنقَّحة عام 1957.